# Wendell Downswell
Wendell Downswell (ur. 5 lutego 1958 w Savannah-la-Mar) – jamajski piłkarz występujący na pozycji napastnika. Trener piłkarski.

## Kariera klubowa
Przez całą karierę Downswell związany był z klubem Reno FC, gdzie grał w latach 1976-1988, a wcześniej w jego drużynach juniorskich.

## Kariera reprezentacyjna
W latach 1977–1984 Downswell rozegrał sześć spotkań w reprezentacji Jamajki.

## Kariera trenerska
Karierę jako trener Downswell rozpoczął w reprezentacji Jamajki U-20. W 2005 roku został selekcjonerem pierwszej reprezentacji Jamajki. W tym samym roku wziął z nią udział w Złotym Pucharze CONCACAF. Tam prowadzona przez niego drużyna rozegrała cztery spotkania: z Gwatemalą (4:3), RPA (3:3), Meksykiem (0:1) i Stanami Zjednoczonymi (1:3), po czym zakończyła turniej na ćwierćfinale. Selekcjonerem kadry Jamajki był do 2006 roku.
Następnie Downswell prowadził Reno FC, a także drużyny Jamajki U-20 oraz U-23. W 2008 roku został dyrektorem technicznym Reno FC, a w 2010 roku przyjął posadę selekcjonera reprezentacji Jamajki U-17.